# Анакла 12
Анакла 12 (англ. Anacla 12) — індіанська резервація в Канаді, у провінції Британська Колумбія, у межах регіонального округу Елберні-Клекват.

## Населення
За даними перепису 2016 року, індіанська резервація нараховувала 82 особи, показавши зростання на 12,3%, порівняно з 2011-м роком. Середня густина населення становила 88,4 осіб/км².
З офіційних мов обидвома одночасно не володів жоден з жителів, тільки англійською — 80. Усього 15 осіб вважали рідною мовою не одну з офіційних, з них усі — одну з корінних мов.
Працездатне населення становило 64,3% усього населення, рівень безробіття — 22,2%.

## Клімат
Середня річна температура становить 9,4°C, середня максимальна – 18,3°C, а середня мінімальна – 0,4°C. Середня річна кількість опадів – 2 923 мм.
| Клімат поселення                              | Клімат поселення | Клімат поселення | Клімат поселення | Клімат поселення | Клімат поселення | Клімат поселення | Клімат поселення | Клімат поселення | Клімат поселення | Клімат поселення | Клімат поселення | Клімат поселення | Клімат поселення |
| Показник                                      | Січ.             | Лют.             | Бер.             | Квіт.            | Трав.            | Черв.            | Лип.             | Серп.            | Вер.             | Жовт.            | Лист.            | Груд.            |                  |
| Середній максимум, °C                         | 7,83             | 9,08             | 9,77             | 11,72            | 14,47            | 16,72            | 17,58            | 18,28            | 16,76            | 12,91            | 9,35             | 7,24             |                  |
| Середня температура, °C                       | 4,13             | 5,37             | 6,06             | 8,02             | 10,77            | 13,01            | 14,71            | 15,41            | 13,90            | 10,03            | 6,48             | 4,37             |                  |
| Середній мінімум, °C                          | 0,43             | 1,66             | 2,36             | 4,31             | 7,06             | 9,30             | 11,84            | 12,53            | 11,02            | 7,17             | 3,60             | 1,49             |                  |
| Норма опадів, мм                              | 425              | 327              | 301              | 224              | 144              | 110              | 58               | 72               | 101              | 306              | 458              | 397              |                  |
| Середньомісячна швидкість вітру, м/с          | 4.30             | 3.95             | 4.16             | 4.06             | 3.90             | 3.85             | 3.64             | 3.30             | 3.12             | 3.58             | 4.28             | 4.28             |                  |
| Середньомісячна сонячна радіація, кДж/м²·день | 3181             | 5993             | 9670             | 14334            | 18094            | 19249            | 20082            | 17161            | 12868            | 7068             | 3626             | 2499             |                  |
| --------------------------------------------- | ---------------- | ---------------- | ---------------- | ---------------- | ---------------- | ---------------- | ---------------- | ---------------- | ---------------- | ---------------- | ---------------- | ---------------- | ---------------- |
| Джерело:                                      |                  |                  |                  |                  |                  |                  |                  |                  |                  |                  |                  |                  |                  |